# Eisschnelllauf-Mehrkampfweltmeisterschaft 2008

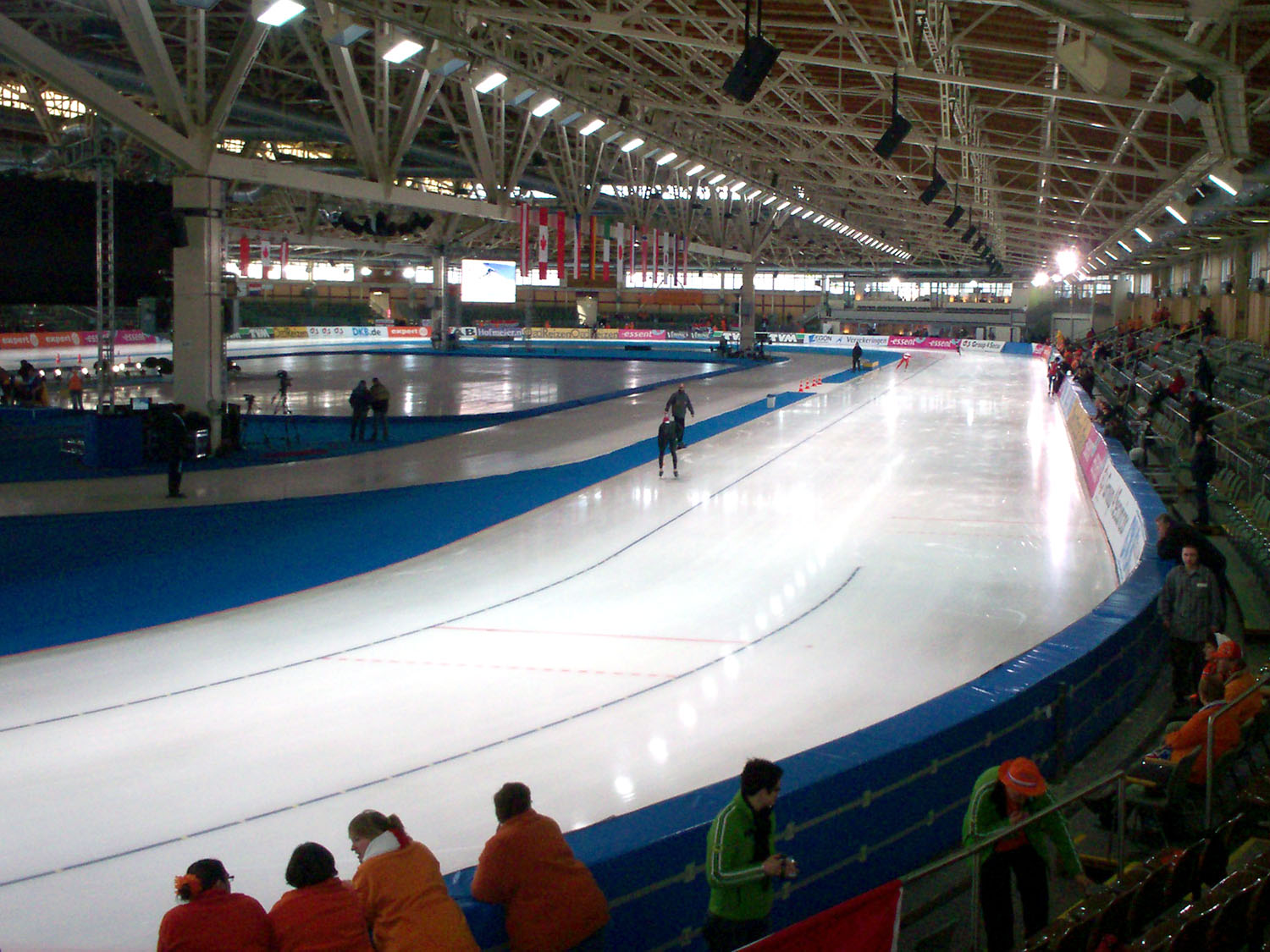
Eissporthalle am Olympiastützpunkt Berlin

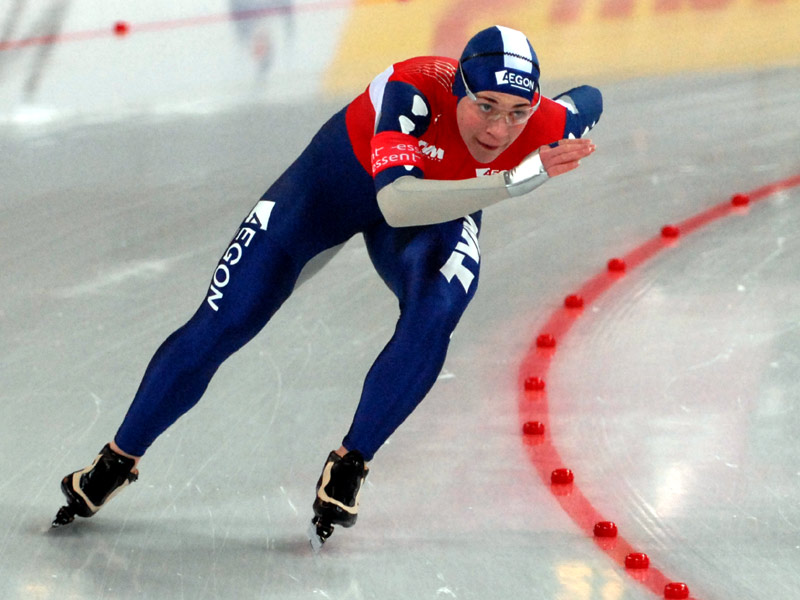
Mehrkampf-Weltmeisterin
Paulien van Deutekom

Die 102. Mehrkampfweltmeisterschaft (66. der Frauen) wurde vom 9. bis 10. Februar 2008 im deutschen Berlin ausgetragen.

## Wettbewerb

### Frauen

#### Endstand Kleiner-Vierkampf
- Zeigt die ersten zwölf Finalteilnehmerinnen der Mehrkampf-WM über 5.000 Meter.
  - Die Zahl in Klammern gibt die Platzierung je Einzelstrecke an, fett gedruckt die jeweils Schnellste.

| Rang | Name                   | 500 Meter  | Pkt.  | 3.000 Meter  | Pkt.  | 1.500 Meter  | Pkt.  | 5.000 Meter  | Pkt.  | Gesamt- pkt. |
| ---- | ---------------------- | ---------- | ----- | ------------ | ----- | ------------ | ----- | ------------ | ----- | ------------ |
| 1    | Paulien van Deutekom   | 39,65 (5)  | 39,65 | 4:03,33 (1)  | 40,56 | 1:57,83 (2)  | 39,28 | 7:07,10 (3)  | 42,71 | 162,191      |
| 2    | Ireen Wüst             | 39,28 (2)  | 39,28 | 4:06,62 (4)  | 41,10 | 1:57,59 (1)  | 39,20 | 7:09,54 (4)  | 42,95 | 162,533      |
| 3    | Kristina Groves        | 39,64 (4)  | 39,64 | 4:06,36 (3)  | 41,06 | 1:58,67 (4)  | 39,56 | 7:06,22 (2)  | 42,62 | 162,878      |
| 4    | Christine Nesbitt      | 39,03 (1)  | 39,03 | 4:07,34 (5)  | 41,22 | 1:58,57 (3)  | 39,52 | 7:15,92 (9)  | 42,59 | 163,368      |
| 5    | Martina Sáblíková      | 40,92 (15) | 40,92 | 4:05,69 (2)  | 40,95 | 1:59,62 (8)  | 39,87 | 6:59,26 (1)  | 41,93 | 163,667      |
| 6    | Daniela Anschütz-Thoms | 39,98 (8)  | 39,98 | 4:11,43 (8)  | 41,91 | 1:59,44 (6)  | 39,81 | 7:11,88 (7)  | 43,19 | 164,886      |
| 7    | Claudia Pechstein      | 40,01 (9)  | 40,01 | 4:12,09 (9)  | 42,02 | 1:59,77 (9)  | 39,92 | 7:11,45 (6)  | 43,14 | 165,093      |
| 8    | Diane Valkenburg       | 40,28 (11) | 40,28 | 4:09,49 (6)  | 41,58 | 1:59,82 (10) | 39,94 | 7:18,25 (10) | 43,82 | 165,626      |
| 9    | Fei Wang               | 39,57 (3)  | 39,57 | 4:13,75 (11) | 42,29 | 1:59,31 (5)  | 39,77 | 7:23,83 (11) | 44,38 | 166,014      |
| 10   | Katrin Mattscherodt    | 41,21 (20) | 41,21 | 4:12,98 (10) | 42,16 | 2:00,56 (12) | 40,19 | 7:15,61 (8)  | 43,56 | 167,120      |
| 11   | Clara Hughes           | 42,10 (22) | 42,10 | 4:11,21 (7)  | 41,87 | 2:01,63 (15) | 40,54 | 7:09,55 (5)  | 42,96 | 167,466      |
| 12   | Marrit Leenstra        | 39,72 (7)  | 39,72 | 4:14,85 (12) | 42,47 | 1:59,51 (7)  | 39,84 | 7:35,98 (12) | 45,60 | 167,629      |

#### 500 Meter
| Platz | Name                                  | Land                 | Zeit  | Punkte |
| ----- | ------------------------------------- | -------------------- | ----- | ------ |
| 1     | Christine Nesbitt                     | Kanada               | 39,03 | 39,03  |
| 2     | Ireen Wüst                            | Niederlande          | 39,28 | 39,28  |
| 3     | Fei Wang                              | Volksrepublik China  | 39,57 | 39,57  |
| 4     | Kristina Groves                       | Kanada               | 39,64 | 39,64  |
| 5     | Paulien van Deutekom                  | Niederlande          | 39,65 | 39,65  |
| 6     | Jekaterina Lobyschewa                 | Russland             | 39,70 | 39,70  |
| 7     | Marrit Leenstra                       | Niederlande          | 39,72 | 39,72  |
| 8     | Daniela Anschütz-Thoms                | Deutschland          | 39,98 | 39,98  |
| 9     | Claudia Pechstein Jekaterina Abramowa | Deutschland Russland | 40,01 | 40,01  |
|       |                                       |                      |       |        |
| 19    | Lucille Opitz                         | Deutschland          | 41,19 | 41,19  |
| 20    | Katrin Mattscherodt                   | Deutschland          | 41,21 | 41,21  |

#### 3.000 Meter
| Platz | Name                   | Land        | Zeit    | Punkte |
| ----- | ---------------------- | ----------- | ------- | ------ |
| 1     | Paulien van Deutekom   | Niederlande | 4:03,33 | 40,56  |
| 2     | Martina Sáblíková      | Tschechien  | 4:05,69 | 40,95  |
| 3     | Kristina Groves        | Kanada      | 4:06,36 | 41,06  |
| 4     | Ireen Wüst             | Niederlande | 4:06,62 | 41,10  |
| 5     | Christine Nesbitt      | Kanada      | 4:07,34 | 41,22  |
| 6     | Diane Valkenburg       | Niederlande | 4:09,49 | 41,58  |
| 7     | Clara Hughes           | Kanada      | 4:11,21 | 41,87  |
| 8     | Daniela Anschütz-Thoms | Deutschland | 4:11,43 | 41,91  |
| 9     | Claudia Pechstein      | Deutschland | 4:12,09 | 42,02  |
| 10    | Katrin Mattscherodt    | Deutschland | 4:12,98 | 42,16  |
|       |                        |             |         |        |
| 19    | Lucille Opitz          | Deutschland | 4:18,10 | 43,02  |

#### 1.500 Meter
| Platz | Name                   | Land                | Zeit    | Punkte |
| ----- | ---------------------- | ------------------- | ------- | ------ |
| 1     | Ireen Wüst             | Niederlande         | 1:57,59 | 39,20  |
| 2     | Paulien van Deutekom   | Niederlande         | 1:57,83 | 39,28  |
| 3     | Christine Nesbitt      | Kanada              | 1:58,57 | 39,52  |
| 4     | Kristina Groves        | Kanada              | 1:58,67 | 39,56  |
| 5     | Fei Wang               | Volksrepublik China | 1:59,31 | 39,77  |
| 6     | Daniela Anschütz-Thoms | Deutschland         | 1:59,44 | 39,81  |
| 7     | Marrit Leenstra        | Niederlande         | 1:59,51 | 39,84  |
| 8     | Martina Sáblíková      | Tschechien          | 1:59,62 | 39,87  |
| 9     | Claudia Pechstein      | Deutschland         | 1:59,77 | 39,92  |
| 10    | Diane Valkenburg       | Niederlande         | 1:59,82 | 39,94  |
|       |                        |                     |         |        |
| 12    | Katrin Mattscherodt    | Deutschland         | 2:00,56 | 40,19  |
| 19    | Lucille Opitz          | Deutschland         | 2:02,47 | 40,83  |

#### 5.000 Meter
| Platz | Name                   | Land        | Zeit    | Punkte |
| ----- | ---------------------- | ----------- | ------- | ------ |
| 1     | Martina Sáblíková      | Tschechien  | 6:59,26 | 41,93  |
| 2     | Kristina Groves        | Kanada      | 7:06,22 | 42,62  |
| 3     | Paulien van Deutekom   | Niederlande | 7:07,10 | 42,71  |
| 4     | Ireen Wüst             | Niederlande | 7:09,54 | 42,95  |
| 5     | Clara Hughes           | Kanada      | 7:09,55 | 42,96  |
| 6     | Claudia Pechstein      | Deutschland | 7:11,45 | 43,14  |
| 7     | Daniela Anschütz-Thoms | Deutschland | 7:11,88 | 43,19  |
| 8     | Katrin Mattscherodt    | Deutschland | 7:15,61 | 43,56  |
| 9     | Christine Nesbitt      | Kanada      | 7:15,92 | 43,59  |
| 10    | Diane Valkenburg       | Niederlande | 7:18,25 | 43,82  |

### Männer

#### Endstand Großer-Vierkampf
- Zeigt die zwölf Finalteilnehmer der Mehrkampf-WM über 10.000 Meter.
  - Die Zahl in Klammern gibt die Platzierung je Einzelstrecke an, fett gedruckt der jeweils Schnellste.

| Rang | Name               | 500 Meter  | Pkt.  | 5.000 Meter  | Pkt.  | 1.500 Meter  | Pkt.  | 10.000 Meter  | Pkt.  | Gesamt- pkt. |
| ---- | ------------------ | ---------- | ----- | ------------ | ----- | ------------ | ----- | ------------- | ----- | ------------ |
| 1    | Sven Kramer        | 36,22 (3)  | 36,22 | 6:13,35 (1)  | 37,33 | 1:46,46 (4)  | 35,49 | 13:09,06 (1)  | 39,45 | 148,494      |
| 2    | Håvard Bøkko       | 36,54 (5)  | 36,54 | 6:17,64 (2)  | 37,76 | 1:47,93 (7)  | 35,98 | 13:10,87 (2)  | 39,54 | 149,823      |
| 3    | Shani Davis        | 35,85 (2)  | 35,85 | 6:23,92 (4)  | 38,39 | 1:45,93 (1)  | 35,31 | 13:27,13 (5)  | 40,36 | 149,908      |
| 4    | Chad Hedrick       | 36,55 (7)  | 36,55 | 6:18,90 (3)  | 37,89 | 1:46,82 (5)  | 35,61 | 13:32,69 (6)  | 40,63 | 150,680      |
| 5    | Wouter Olde Heuvel | 36,98 (12) | 36,98 | 6:25,07 (5)  | 38,51 | 1:47,32 (6)  | 35,77 | 13:20,97 (3)  | 40,05 | 151,308      |
| 6    | Denny Morrison     | 35,81 (1)  | 35,81 | 6:33,53 (9)  | 39,35 | 1:45,98 (2)  | 35,33 | 14:11,76 (11) | 42,59 | 153,077      |
| 7    | Enrico Fabris      | 36,72 (10) | 36,72 | 6:33,61 (10) | 39,36 | 1:48,12 (8)  | 36,04 | 13:45,23 (9)  | 41,26 | 153,382      |
| 8    | Iwan Skobrew       | 36,54 (5)  | 36,54 | 6:34,72 (11) | 39,47 | 1:50,00 (19) | 36,67 | 13:37,72 (7)  | 40,89 | 153,564      |
| 9    | Carl Verheijen     | 38,07 (23) | 38,07 | 6:29,39 (6)  | 38,94 | 1:49,23 (13) | 36,41 | 13:23,86 (4)  | 40,19 | 153,612      |
| 10   | Ben Jongejan       | 37,24 (14) | 37,24 | 6:34,94 (12) | 39,49 | 1:48,17 (9)  | 36,06 | 13:43,73 (8)  | 41,19 | 153,976      |
| 11   | Sverre Haugli      | 37,83 (20) | 37,83 | 6:29,64 (7)  | 38,96 | 1:49,31 (15) | 36,44 | 13:46,63 (10) | 41,33 | 154,561      |
| 12   | Jewgeni Lalenkow   | 36,27 (4)  | 36,27 | 6:37,96 (15) | 39,80 | 1:46,39 (3)  | 35,46 | 14:22,09 (12) | 43,10 | 154,633      |

#### 500 Meter
| Platz | Name                      | Land               | Zeit  | Punkte |
| ----- | ------------------------- | ------------------ | ----- | ------ |
| 1     | Denny Morrison            | Kanada             | 35,81 | 35,81  |
| 2     | Shani Davis               | Vereinigte Staaten | 35,85 | 35,85  |
| 3     | Sven Kramer               | Niederlande        | 36,22 | 36,22  |
| 4     | Jewgeni Lalenkow          | Russland           | 36,27 | 36,27  |
| 5     | Håvard Bøkko Iwan Skobrew | Norwegen Russland  | 36,54 | 36,54  |
| 7     | Chad Hedrick              | Vereinigte Staaten | 36,55 | 36,55  |
| 8     | Konrad Niedźwiedzki       | Polen              | 36,57 | 36,57  |
| 9     | Steven Elm                | Kanada             | 36,70 | 36,70  |
| 10    | Enrico Fabris             | Italien            | 36,72 | 36,72  |
|       |                           |                    |       |        |
| 13    | Robert Lehmann            | Deutschland        | 37,07 | 37,07  |
| 15    | Tobias Schneider          | Deutschland        | 37,27 | 37,27  |

#### 5.000 Meter
| Platz | Name               | Land               | Zeit    | Punkte |
| ----- | ------------------ | ------------------ | ------- | ------ |
| 1     | Sven Kramer        | Niederlande        | 6:13,35 | 37,33  |
| 2     | Håvard Bøkko       | Norwegen           | 6:17,64 | 37,76  |
| 3     | Chad Hedrick       | Vereinigte Staaten | 6:18,90 | 37,89  |
| 4     | Shani Davis        | Vereinigte Staaten | 6:23,92 | 38,39  |
| 5     | Wouter Olde Heuvel | Niederlande        | 6:25,07 | 38,51  |
| 6     | Carl Verheijen     | Niederlande        | 6:29,39 | 38,94  |
| 7     | Sverre Haugli      | Norwegen           | 6:29,64 | 38,96  |
| 8     | Hiroki Hirako      | Japan              | 6:33,17 | 39,32  |
| 9     | Denny Morrison     | Kanada             | 6:33,53 | 39,35  |
| 10    | Enrico Fabris      | Italien            | 6:33,61 | 39,36  |
|       |                    |                    |         |        |
| 13    | Tobias Schneider   | Deutschland        | 6:36,32 | 39,632 |
| 17    | Robert Lehmann     | Deutschland        | 6:41,80 | 40,18  |

#### 1.500 Meter
| Platz | Name               | Land               | Zeit    | Punkte |
| ----- | ------------------ | ------------------ | ------- | ------ |
| 1     | Shani Davis        | Vereinigte Staaten | 1:45,93 | 35,31  |
| 2     | Denny Morrison     | Kanada             | 1:45,98 | 35,33  |
| 3     | Jewgeni Lalenkow   | Russland           | 1:46,39 | 35,46  |
| 4     | Sven Kramer        | Niederlande        | 1:46,46 | 35,49  |
| 5     | Chad Hedrick       | Vereinigte Staaten | 1:46,82 | 35,61  |
| 6     | Wouter Olde Heuvel | Niederlande        | 1:47,32 | 35,77  |
| 7     | Håvard Bøkko       | Norwegen           | 1:47,93 | 35,98  |
| 8     | Enrico Fabris      | Italien            | 1:48,12 | 36,04  |
| 9     | Ben Jongejan       | Niederlande        | 1:48,17 | 36,06  |
| 10    | Lucas Makowsky     | Kanada             | 1:48,46 | 36,15  |
|       |                    |                    |         |        |
| 12    | Tobias Schneider   | Deutschland        | 1:48,96 | 36,32  |
| 16    | Robert Lehmann     | Deutschland        | 1:49,40 | 36,47  |

#### 10.000 Meter
| Platz | Name               | Land               | Zeit     | Punkte |
| ----- | ------------------ | ------------------ | -------- | ------ |
| 1     | Sven Kramer        | Niederlande        | 13:09,06 | 39,45  |
| 2     | Håvard Bøkko       | Norwegen           | 13:10,87 | 39,54  |
| 3     | Wouter Olde Heuvel | Niederlande        | 13:20,97 | 40,05  |
| 4     | Carl Verheijen     | Niederlande        | 13:23,86 | 40,19  |
| 5     | Shani Davis        | Vereinigte Staaten | 13:27,13 | 40,36  |
| 6     | Chad Hedrick       | Vereinigte Staaten | 13:32,69 | 40,63  |
| 7     | Iwan Skobrew       | Russland           | 13:37,72 | 40,89  |
| 8     | Ben Jongejan       | Niederlande        | 13:43,73 | 41,19  |
| 9     | Enrico Fabris      | Italien            | 13:45,23 | 41,26  |
| 10    | Sverre Haugli      | Norwegen           | 13:46,63 | 41,33  |